# Маньяни, Аурелио
Аурелио Маньяни (итал. Aurelio Magnani; 26 февраля 1856, Лонджано — 25 января 1921, Рим) — итальянский кларнетист и композитор.
Окончил Болонский музыкальный лицей (1874) под руководством Доменико Ливерани. Играл на кларнете в оркестре оперного театра города Ези, работал учителем музыки в городе Канино. В 1877—1883 гг. преподавал в Венецианском музыкальном лицее, одновременно занимая пульт первого кларнета в оркестре театра Ла Фениче. С 1883 г. и до конца жизни жил и работал в Риме. преподавал в Академии Санта-Чечилия, некоторое время был также первым кларнетом Оркестра Аугустео. Как солист гастролировал во Франции (в том числе в дуэте с Сирилем Розом), Англии, России, Северной и Южной Америке.
Композиторское наследие Маньяни включает оперы «Смерть Фауста» (итал. La morte di Fausto) и «Одетта» (обе не изданы), несколько оркестровых пьес, два духовых секстета и ряд сочинений для собственного инструмента Маньяни — кларнета, среди которых выделяется Концертное соло, посвящённое Шарлю Тюрбану. Кроме того, Маньяни принадлежат два пространных учебника игры на кларнете, упражнения и этюды. Его учениками были многие крупные кларнетисты Италии.
Для Маньяни написана Соната для кларнета и фортепиано Джакомо Сетаччоли.